# 72-й бомбардировочный авиационный полк
Не следует путать с 72-м смешанным авиационным полком Северного Флота
72-й бомбардировочный авиационный полк, он же 72-й скоростной бомбардировочный авиационный полк, он же 72-й смешанный авиационный полк, он же 72-й ближне-бомбардировочный авиационный полк — воинская часть вооружённых сил СССР в Великой Отечественной войне.

## История
Полк формировался с 4 февраля 1939 года, на аэродроме Бесовец под Петрозаводском, как 72-й смешанный авиационный полк. 25 апреля 1940 из полка была выведена 6-я авиаэскадрилья на И-153, и полк стал бомбардировочным.
Принимал участие в Зимней войне. За время боевых действий полк совершил 1308 боевых самолёто-вылетов, сбросив 650 тонн бомб, 965 тысяч листовок и 120 мест продуктов и медикаментов.
Летом 1940 вошёл в состав 5-й смешанной авиадивизии.
25 февраля 1941 вошёл в состав 55-й смешанной авиационной дивизии в Ленинградском военном округе.
В составе действующей армии с 22 июня 1941 по 7 марта 1942 и с 1 апреля 1942 по 20 ноября 1942 года.
На 22 июня 1941 базировался на аэродромах Бесовец и Гирвас под Петрозаводском.
В составе полка было 34 исправных самолёта СБ из 45 и по некоторым данным 4 самолёта Пе-2, на которые не имелось обученного лётного состава.
Действовал с начала войны на участке Ладожское озеро — Беломорск.
7 марта 1942 года выведен в резерв в связи с расформированием 55-й смешанной авиационной дивизии, в конце марта поступил в распоряжение 6-й ударной авиационной группы, по справочнику боевого состава проходит как 72-й ближне-бомбардировочный авиационный полк, действовал в интересах Волховского фронта. В июне 1942 года вошёл в состав 241-й бомбардировочной авиационной дивизии вновь как бомбардировочный полк, вёл бои на Северо-Западном фронте до ноября 1942 года.
20 ноября 1942 года переформирован в 72-й отдельный разведывательный авиационный полк.

## Подчинение
| Дата            | Фронт (округ)                   | Армия               | Корпус                         | Дивизия                                    | Примечания |
| --------------- | ------------------------------- | ------------------- | ------------------------------ | ------------------------------------------ | ---------- |
| 22.06.1941 года | Северный фронт                  | 7-я армия           | -                              | 55-я смешанная авиационная дивизия         | -          |
| 01.07.1941 года | Северный фронт                  | -                   | -                              | 55-я смешанная авиационная дивизия         | -          |
| 10.07.1941 года | Северный фронт                  | 7-я армия           | -                              | 55-я смешанная авиационная дивизия         | -          |
| 01.08.1941 года | Северный фронт                  | 7-я армия           | -                              | 55-я смешанная авиационная дивизия         | -          |
| 01.09.1941 года | Карельский фронт                | -                   | -                              | 55-я смешанная авиационная дивизия         | -          |
| 01.10.1941 года | -                               | 7-я отдельная армия | -                              | 55-я смешанная авиационная дивизия         | -          |
| 01.11.1941 года | -                               | 7-я отдельная армия | -                              | 55-я смешанная авиационная дивизия         | -          |
| 01.12.1941 года | -                               | 7-я отдельная армия | -                              | 55-я смешанная авиационная дивизия         | -          |
| 01.01.1942 года | -                               | 7-я отдельная армия | -                              | 55-я смешанная авиационная дивизия         | -          |
| 01.02.1942 года | -                               | 7-я отдельная армия | -                              | 55-я смешанная авиационная дивизия         | -          |
| 01.03.1942 года | -                               | 7-я отдельная армия | -                              | 55-я смешанная авиационная дивизия         | -          |
| 01.04.1942 года | Ударные авиационные группы СВГК | -                   | 6-я ударная авиационная группа | -                                          | -          |
| 01.05.1942 года | Ударные авиационные группы СВГК | -                   | 6-я ударная авиационная группа | -                                          | -          |
| 01.06.1942 года | Ударные авиационные группы СВГК | -                   | 6-я ударная авиационная группа | -                                          | -          |
| 01.07.1942 года | Северо-Западный фронт           | 6-я воздушная армия | -                              | 241-я бомбардировочная авиационная дивизия | -          |
| 01.08.1942 года | Северо-Западный фронт           | 6-я воздушная армия | -                              | 241-я бомбардировочная авиационная дивизия | -          |
| 01.09.1942 года | Северо-Западный фронт           | 6-я воздушная армия | -                              | 241-я бомбардировочная авиационная дивизия | -          |
| 01.10.1942 года | Северо-Западный фронт           | 6-я воздушная армия | -                              | 241-я бомбардировочная авиационная дивизия | -          |
| 01.11.1942 года | Северо-Западный фронт           | 6-я воздушная армия | -                              | 241-я бомбардировочная авиационная дивизия | -          |

## Командиры
- майор Шанин Герман Аркадьевич[1], с 10.02.1939 по 14.02.1940 (72 сап)
- полковник Таюрский Андрей Иванович[1], с 14.02.1940 по 13.03.1940 (72 бап)
- капитан, майор, подполковник Скок Иван Потапович[2][1], с 13.03.1940 по 20.11.1942 (72 бап)
- старший батальонный комиссар Таряник, Григорий Аверьянович[1], с 20.11.1942 по 06.12.1942 (72 орап)
- подполковник Завражнов Иван Дмитриевич[1], погиб, с 06.12.1942 по 28.08.1943 (72 орап)
- подполковник Гаврильченко Андрей Яковлевич[1], 28.08.1943 — 1945